# Notts County Football Club 2012-2013
Questa voce raccoglie le informazioni riguardanti il Notts County Football Club nelle competizioni ufficiali della stagione 2012-2013.

## Rosa
| N. |                             | Ruolo | Calciatore         |
| -- | --------------------------- | ----- | ------------------ |
| 1  | Polonia (bandiera)          | P     | Bartosz Białkowski |
| 2  | Inghilterra (bandiera)      | D     | Julian Kelly       |
| 3  | Irlanda (bandiera)          | D     | Alan Sheehan       |
| 4  | Inghilterra (bandiera)      | C     | Neal Bishop        |
| 5  | Inghilterra (bandiera)      | D     | Manny Smith        |
| 6  | Inghilterra (bandiera)      | D     | Dean Leacock       |
| 8  | Inghilterra (bandiera)      | C     | Gary Liddle        |
| 9  | Nigeria (bandiera)          | A     | Enoch Showunmi     |
| 10 | Irlanda (bandiera)          | C     | Alan Judge         |
| 11 | Irlanda del Nord (bandiera) | C     | Jeff Hughes        |
| 13 | Costa d'Avorio (bandiera)   | A     | François Zoko      |
| 14 | Inghilterra (bandiera)      | C     | Gavin Mahon        |
| 15 | Francia (bandiera)          | A     | Yoann Arquin       |
| 16 | Inghilterra (bandiera)      | C     | Joss Labadie       |

| N. |                              | Ruolo | Calciatore          |
| -- | ---------------------------- | ----- | ------------------- |
| 17 | Inghilterra (bandiera)       | A     | Tyrell Waite        |
| 18 | Algeria (bandiera)           | C     | Hamza Bencherif     |
| 19 | Inghilterra (bandiera)       | A     | Lee Hughes          |
| 20 | Giamaica (bandiera)          | C     | Jamal Campbell-Ryce |
| 21 | Inghilterra (bandiera)       | C     | Curtis Thompson     |
| 23 | Germania (bandiera)          | P     | Fabian Speiss       |
| 24 | Inghilterra (bandiera)       | D     | Jake Wholey         |
| 25 | Inghilterra (bandiera)       | C     | Greg Tempest        |
| 26 | Inghilterra (bandiera)       | D     | Hayden Hollis       |
| 27 | Inghilterra (bandiera)       | D     | Carl Regan          |
| 28 | Trinidad e Tobago (bandiera) | C     | Andre Boucaud       |
| 29 | Inghilterra (bandiera)       | D     | Jordan Stewart      |
| 30 | Cipro (bandiera)             | C     | Tom Williams        |
| 34 | Inghilterra (bandiera)       | D     | Ashley Eastham      |